# Rudniško gledališče Idrija
Rudniško gledališče Idrija je bilo postavljeno okrog leta 1770. Ob gradnji bližnjega žitnega skladišča - Magazina je ostal gradbeni material, ki so ga rudarji porabili za izgradnjo gledališke stavbe. Velja za najstarejšo ohranjeno gledališko stavbo na območju Slovenije
Stavba je bila zidana v baročni ovalni obliki s klasicističnim preddverjem. Notranjost zgradbe je bila lesena, v gledališču pa je bilo 17 lož. Dvorana je lahko sprejela do 300 obiskovalcev. Do sredine 19. stoletja so nastopale potujoče nemške in italijanske gledališke skupine, po letu 1850 pa je gledališče dobivalo vedno bolj slovenski značaj. Prva uprizoritev v slovenskem jeziku je bila igra »Tat v mlinu« ali »Slovenec in Nemec«. Po letu 1889 pa je gledališče že postalo povsem slovensko. Leta 1905 je prišla odločitev, da notranjost stavbe podrejo in jo namenijo za skladišče. V nasprotju z notranjostjo pa se je zunanja oblika ohranila. 
Po drugi svetovni vojni je v zgradbi začel delovati idrijski kino, ki z večjimi in manjšimi prekinitvami deluje še danes. Ob 250-letnici stavbe je bila izdana osebna poštna znamka.
Dvorana bo tudi nadomestni objekt med popolno rekonstrukcijo Rudniške dvorane.